# Capocorb Nou
Capocorb Nou és una possessió del terme de Llucmajor, Mallorca. Està situada a la marina. És un desmembrament de la possessió de Capocorb Vell.
Segons les primeres dades corresponents a 1643 era propietat de Caterina Dameto i el 1653 d'Antoni de Sales Albertí. El seu fill la va vendre al col·legi Monti-sion dels Pares de la Companyia de Jesús passant després, el 1770, a la família Salvà-Tofolet. L'extensió, el 1862, assolia 841 quarterades, i n'era propietari Gabriel Clar Salvà. En els seus terrenys hi ha el pou Sobirà. La finca va passar a mans d'una empresa amb capital estranger per fer-hi una urbanització a la costa, però en va quedar aturada, si bé els carrers ja quedaren traçats.

## Construccions
Les cases segueixen la tipologia de la casa fortalesa, per la proximitat de la costa. Sobre el portal principal hi ha l'escut dels jesuïtes. La construcció és de dues plantes, amb una torre de defensa, clastra interior amb aljub i capella. Destaca també la cuina, que té una xemeneia molt gran i un petit molí. L'edificació compta amb arcades i voltes que s'entrecreuen simètricament i que, segurament corresponen a successives construccions afegides al conjunt inicial. Constitueixen una de les construccions més característiques de la marina llucmajorera, en la qual es conjugaven l'estatge dels pagesos i missatges, i les necessitats defensives davant la constant amenaça de les incursions morisques.

### Torre de defensa
La torre de defensa és de planta quadrangular i està integrada a l'estructura de les cases de possessió, que conté altres elements defensius, i situada a la seva banda oriental. Té quatre plantes, la darrera de les quals és el resultat d'haver cobert el terrat amb teulada de dos vessants. Construïda amb els paraments de paredat en sec amb referit d'argamassa, llevat de les cadenes d'angle i de l'horitzontal, i les estructures dels buits. A la façana principal hom hi troba quatre finestres, una damunt l'altra, una a cada planta; a la planta baixa, un finestró esbocat és probablement l'únic original; la resta són finestres planes, la darrera d'elles situada en el lloc on estava ubicat el matacà del qual resten les dues mènsules que el suportaven.

## Jaciments arqueològics
Hi ha diferents jaciments arqueològics que pertanyen a la prehistòria: Restes prehistòriques de Capocorb Nou - es Camí Vell, Cova de Capocorb Nou - es Cementeri des Moros, Restes prehistòriques de Capocorb Nou - s'Era Vella